# Klarysa Orsini
Klarysa Orsini (ur. 23 listopada 1453 w Monterotondo, zm. 30 lipca 1488 we Florencji) – włoska szlachcianka, żona pana Florencji Wawrzyńca Wspaniałego i matka papieża Leona X.

## Życiorys
Urodziła się 23 listopada 1453 roku jako córka Jakuba Orsiniego, pana na Monterotondo oraz jego żony i kuzynki Magdaleny Orsini. Jej wujem ze strony matki był kardynał Latino Orsini.
Klarysa wyszła za mąż za Wawrzyńca Wspaniałego 4 czerwca 1469 roku podczas trwających cztery dni uroczystości. Małżeństwo to zostało zaaranżowane przez matkę pana młodego, Lukrecję Tornabuoni, która pragnęła połączyć syna z przedstawicielką starego, arystokratycznego rodu, co miało służyć podniesieniu statusu wywodzących się ze średniobogatego mieszczaństwa, wciąż jeszcze prowadzących rozległe przedsiębiorstwo bankowo-kupieckie, Medyceuszy. Ich związek był czymś niespotykanym we Florencji, ponieważ w chwili jego zawarcia oboje byli w niemal takim samym wieku. Posag Klarysy (oprócz dzieł sztuki, mebli, garderoby itp.) wynosił 6 tysięcy florenów.
Polityczna natura małżeństwa Klarysy opierała się na tym, że zarówno Orsini, jak i Medyceusze często korzystali z jej pośrednictwa przy licznych okazjach, również pomiędzy oboma tymi rodami. Przykładem tego może być przekonanie Wawrzyńca do wsparcia kandydatury jej brata Rinalda na arcybiskupa Florencji. Jednocześnie była doceniana za pozytywny wpływ na męża i często w jego imieniu przyjmowała petycje florentyńczyków. Jej wsparcie doprowadziło między innymi do umorzenia zaległości podatkowych wielu mieszczańskich rodzin i zezwolenia na powrót z wygnania, bądź skrócenie kary więzienia dla członków ich rodzin, nawet jeśli przemawiały przeciwko temu względy polityczne. Korzystała z dobrze rozwiniętej siatki informatorów, którzy dostarczali jej wieści o toczonych na półwyspie wojen i działań militarnych, w tym przemieszczania się oddziałów wojskowych i toczonych bitew.
Pomimo tych niewątpliwych zasług Klarysa nie była popularna we Florencji, ponieważ jej głęboko religijna osobowość pozostawała w wyraźnym kontraście z humanistycznymi ideami epoki. Nawet sam Wawrzyniec preferował Florentynkę Lukrecję Donati, której dedykował swoje wiersze. Z dziesięciorga dzieci pary jedynie troje nie przeżyło dzieciństwa.
Podczas zawiązanego z inspiracji samego papieża Spisku Pazzich, którego celem miało być zamordowanie Wawrzyńca i jego młodszego brata Juliana, a w konsekwencji załamanie finansowej potęgi rodu Medyceuszy oraz ich panowania we Florencji, Klarysa wraz z dziećmi została wysłana do Pistoi. (Pazzim powiodła się próba zamordowania Juliana, ale Wawrzyniec przeżył zamach, przez co plan spiskowców zakończył się klęską.)
Klarysa kilkakrotnie powracała do Rzymu aby odwiedzać swych krewnych, oprócz tego około 1480 roku podróżowała do Volterry, Colle di Val d’Elsa, Passignano sul Trasimeno oraz innych miejsc, a powodem wyjazdów często były pielgrzymki do tamtejszych sanktuariów. Podczas tych podróży była traktowana jako osobista przedstawicielka swojego męża, co było raczej niespotykaną rolą dla kobiety jej czasów i miejsca.
Zmarła na gruźlicę 30 lipca 1488 roku we Florencji i została pochowana w dwa dni później. Jej mąż ze względu na poważną chorobę nie był obecny przy jej śmierci i nie uczestniczył w jej pogrzebie, przebywając w położonym w okolicach Sieny uzdrowisku Filetta, gdzie przybył aby wyzdrowieć. Z jego listów do papieża Innocentego VIII wynika, że bardzo tęsknił za zmarłą żoną.

## Małżeństwo i potomstwo
4 czerwca 1469 roku Klarysa Orsini wyszła za mąż za Wawrzyńca Wspaniałego (1449–1492), syna władcy Florencji Piotra Medyceusza i jego żony Lukrecji Tornabuoni. Z małżeństwa tego zrodziło się dziesięcioro dzieci, z których niemal wszystkie odegrały doniosłą rolę w historii rodzinnego miasta i Kościoła:
- Lukrecję Marię Romolę Medycejską (1470–1553), żonę Jakuba Salviati (1461–1533), matkę dziesięciorga dzieci, w tym kardynałów Jana i Bernarda Salviatich, Marii Salviati (matki Kosmy I, wielkiego księcia Toskanii) oraz Franciszki Salviati (matki papieża Leona XI),
- Piotra II Medyceusza (1471–1503), władcę Florencji po śmierci ojca, znanego w historii jako „Nieszczęśliwy”, męża Alfonsyny Orsini (1472–1520),
- bliźnięta bez imion (ur. w marcu 1472 roku – zm. krótko po urodzeniu),
- Marię Magdalenę Medycejską (1473–1528), żonę Franciszka Cybo (1450–1519), nieślubnego syna późniejszego papieża Innocentego VIII, matkę pięciorga dzieci, w tym kardynała Innocentego Cybo,
- Contessinę Beatrycze Medycejską (ur. i zm. 1474),
- Jana Medyceusza (1475–1521), kardynała i późniejszego papieża Leona X,
- Luizę Medycejską (1477–1488), zaręczoną z kuzynem Janem Medyceuszem, zwanym Il Popolano, zmarłą przed zawarciem małżeństwa
- Contessinę Antonię Medycejską (1478–1515), żonę Piera Ridolfi (1467–1525), matkę pięciorga dzieci, w tym kardynała Nicolò Ridolfi,
- Juliana Medyceusza (1479–1516), księcia Nemours.

Ich dzieci były wychowywane według renesansowych ideałów kształcenia młodzieży, a ich nauczycielem przez jakiś czas był sam Angelo Poliziano. Począwszy od 1478 roku zaczął on uczyć je łaciny, greki, kładąc nacisk na lekturę klasyków i historię, ale Klarysa nalegała na zmianę charakteru zajęć na bardziej religijny oraz prowadzenie ich po włosku, tak aby sama mogła je nadzorować.